# Nacionalni stroj
Nacionalni Stroj (du serbe: Национални строј traduit par Alignement national) est le nom d'une organisation néonazie formée en Serbie en 2004 et basée dans la province de Voïvodine, qui a réussi à attirer un peu d'attention par ses manifestations antisémites en 2005.
Le groupe a également été accusé de propager la haine nationaliste, raciale et religieuse. Fin 2005, des charges ont été retenues contre 18 de ses principaux membres à Novi Sad ; chacun d'eux a été condamné à 8 ans de prison. Il a été interdit sur le territoire serbe en 2012.